# Cummins X
Cummins X — дизельный двигатель внутреннего сгорания, выпускаемый американской компанией Cummins с 1998 года.

## Описание
Двигатель Cummins X устанавливается на крупнотоннажные грузовые автомобили и легковые автомобили. Его мощность варьируется от 430 до 620 л. с.
На полноприводные автомобили устанавливается двигатель QSX, который также используется в промышленности, на судне, в нефтегазовой отрасли и в других внедорожных областях. На кемперы устанавливается двигатель мощностью 650 л. с.

## Cummins Signature
Двигатель Cummins Signature выпускался с 1998 по 2008 год для австралийского рынка. В 2003 году двигатель был переименован в Oceania.

## Модельный ряд
| Модель  | Топливо       | Диаметр x Ход поршня | Объём  | Годы производства             |
| ------- | ------------- | -------------------- | ------ | ----------------------------- |
| X10     | Дизельное     |                      | 10 л   | 2026 — настоящее время (план) |
| ISX12   | Дизельное     | 130 мм × 150 мм      | 11.9 л | 2010—2020                     |
| X12     | Дизельное     | 132 мм × 144 мм      | 11.8 л | 2018—2026                     |
| ISX12 G | Природный газ | 130 мм × 150 мм      | 11.9 л | 2013—2018                     |
| ISX12N  | Природный газ | 130 мм × 150 мм      | 11.9 л | 2018 — настоящее время        |
| X15N    | Природный газ | 137 мм × 169 мм      | 14.9 л | 2024 — настоящее время (план) |
| X15H    | Водородное    | 137 мм × 169 мм      | 14.9 л | 2027 — настоящее время (план) |
| ISX15   | Дизельное     | 137 мм × 169 мм      | 14.9 л | 2010—2020                     |
| X15     | Дизельное     | 137 мм × 169 мм      | 14.9 л | 2016 — настоящее время        |